# 廷基索河
廷基索河（法語：Tinkisso）是西非畿內亞的河流，發源自富塔賈隆的山脈，蜿蜒向東流經畿內亞的平原，最後注入尼日爾河，河道全長約400公里:8。